# ラット・テリア
ラット・テリア（英：Rat Terrier）は、アメリカ合衆国原産のテリア犬種である。アメリカで命名され、人気のある犬種であることから、アメリカン・ラット・テリア（英：American Rat Terrier）とも呼ばれる。
もとは1820年代に、イギリスでネズミ捕りに特化した犬を作る目的で、スムース・フォックス・テリアとマンチェスター・テリアを交配して作られた犬種である。ホワイト・イングリッシュ・テリアも掛け合わされているともいう。優れた狩猟能力を持っていて、中には7時間で2501匹のネズミを仕留めたという記録も残されており、労働者階級の娯楽としてネズミ捕りが行われた。
1890年代になるとアメリカ合衆国へ輸出された。特に米国大統領セオドア・ルーズベルトが本種を愛好して「ラット・テリア」と名付け、狩猟によく連れて行った。その後、更なる品種改良のためにウィペットやビーグル、スムース・フォックス・テリア、イタリアン・グレイハウンド等とも交配された。その結果、脚の長いタイプと短いタイプの2つの犬種が出来上がったため、前者をアメリカン・ラット・テリア、後者をテディ・ルーズベルト・テリアと区別するようになった。
狩猟能力にすぐれ、獲物を木の上に追い上げるツリーイングに優れるところから、スクウィレル・ドッグ（リス猟用の犬）とも呼ばれた。アメリカで大型化が進み、アライグマやシカなどの猟にも使われた。性格の明るさからペットとしても好まれる。1930年代以降、人気は衰退したが、20世紀末ころからラット・テリア・クラブ・オブ・アメリカ等の犬種クラブが設立され、人気が復活しつつある。

## 特徴
サイズ階級にミディアムとミニチュアがあり、前者は体高46cm以下、体重3～3.5kg、後者は33cm以下、体重2～3kgである。
毛並みはスムースコートで、毛色はさまざまである。頭部は幅広で、耳は立ち耳だが折れていることもある。性格は大人しいが明るく、好奇心旺盛である。